# Alofivai
Alofivai est un hameau de Wallis-et-Futuna. Il est situé dans le district de Hahake sur la côte nord-est de l'île Wallis. Les hameaux de Finetomai et Papakila font également partie de la zone.

## Géographie

### Situation et description
Le hameau d'Alofivai est situé dans le district de Hahake sur la côte nord-est de l'île Wallis.

### Voies de communication
Le hameau est traversé par la route territoriale 1 (RT1).

## Toponymie
Alofivai signifie le cercle que forment les chefs lors de la cérémonie du kava.

## Population et société

### Démographie
En 2008, le hameau comptait 437 habitants.

### Enseignement
Alofivai est la capitale éducative de Wallis, contenant plusieurs églises, institutions et écoles catholiques. Alofivai abrite un collège, le premier du territoire de Wallis et Futuna, créée par la mission en 1922,. Le collège est situé juste au nord-ouest du lac Alofivai. Pendant les périodes plus sèches, les vaches appartenant au collège paissent dans le lac du cratère. Cependant, pendant les périodes plus humides, le lac est peuplé de grenouilles.